# Pachydactylus namaquensis
Pachydactylus namaquensis là một loài thằn lằn trong họ Gekkonidae. Loài này được Sclater mô tả khoa học đầu tiên năm 1898.